# Royal Naval Air Station Merryfield
Base aéronavale de Merryfield
Le Royal Naval Air Station Merryfield ou RNAS Merryfield, connu aussi sous le nom de HMS Heron II (ICAO : EGDY) est une station aérienne de la Royal Navy située à quelques kilomètres au nord-ouest d'Ilminster dans le Somerset. C'est une base active de la Fleet Air Arm servant complémentairement à la Royal Naval Air Station Yeovilton se trouvant à proximité.

## Histoire

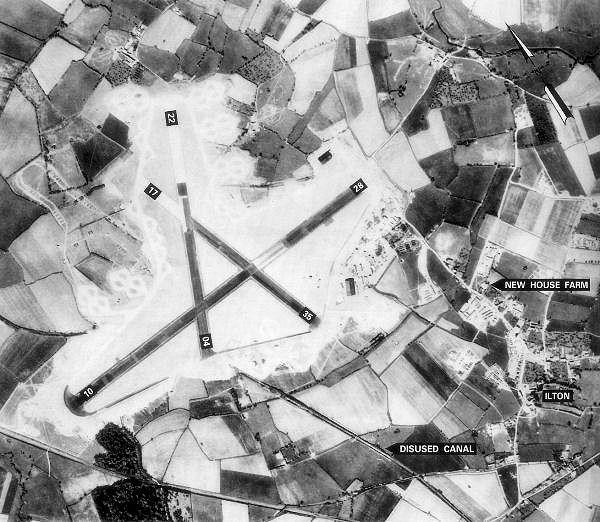
Vue aérienne du Meeryfield Airfield (1943)

Ouvert en 1942, l'aérodrome était utilisé à la fois par la Royal Air Force et l'United States Army Air Forces. Pendant la Seconde Guerre mondiale, il a été principalement utilisé comme aérodrome de transport. Après la guerre, il a été fourni à la Royal Navy.
En 1971, une partie de l'aérodrome a de nouveau été reprise par la Royal Navy pour être utilisée dans l'entraînement et les exercices d'hélicoptères d'assaut qui n'entreraient pas en conflit avec le trafic aérien sur les autres stations de la Marine. Merryfield fut bientôt soumis à la tradition navale en étant labellisé RNAS Merryfield (HMS Heron II)
Aujourd'hui, le site reste sécurisé car il s'agit toujours d'un aérodrome opérationnel et d'une zone réglementée.